# Fedon
Fedon z Elidy (gr. Φαίδων, V w. p.n.e.) filozof grecki, założyciel szkoły w Elidze.

## Życiorys
Pochodził z rodu arystokratycznego, po upadku swego miasta rodzinnego dostał się do niewoli i musiał pełnić obowiązki odźwiernego w domu rozpusty. Po zamknięciu drzwi wymykał się stamtąd, by brać udział w rozmowach Sokratesa. Za jego namową został wykupiony z niewoli. Trwało to tak długo, póki Sokratesowi nie udało się skłonić Alkibiadesa (czy też Kritona) do wykupienia młodzieńca z niewoli. Odtąd Fedon swobodnie mógł zajmować się filozofią.

## Dzieła
Jako dzieła Fedona wymieniane są dialogi: 
- Apfyros
- Simon;

I poniższe również przypisywane Fedonowi, choć autentyczność ich jest niepewna:
- Nikias
- Medios
- Antimachos albo O starcu.

Po śmierci Fedona założoną przez niego szkołą filozoficzną kierował Pleistanos z Elidy, a w następnym pokoleniu Menedemos z Eretrii i Asklepiades z Fliuntu — którzy obaj byli przedtem uczniami Stilpona.